# KNM Utstein (1965)
Pour les autres navires du même nom, voir KNM Utstein.
Le KNM Utstein (numéro de coque : S-302) est un sous-marin de classe Kobben de la marine royale norvégienne.

## Service
Le sous-marin a été lancé le 19 mai 1965. Il a été en service jusqu’au 5 octobre 1990. Le 5 juin 1998, il a été remis au Musée de la marine royale norvégienne de la municipalité de Horten pour devenir un navire musée. Il a été mis à terre, un escalier a été fabriqué et une porte découpée sur le côté du sous-marin. À côté du sous-marin se trouvent des hélices qui ont été utilisées sur des sous-marins.

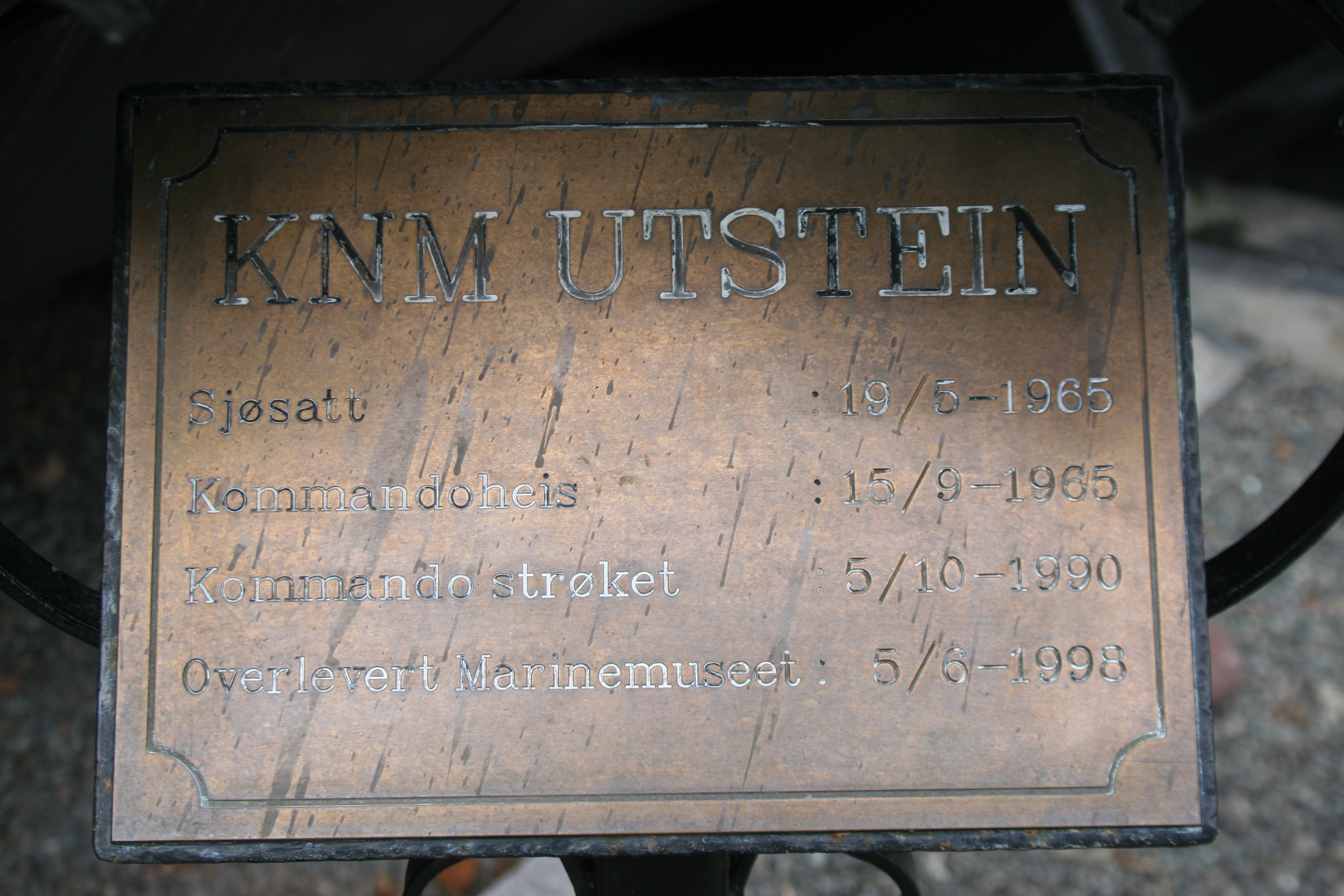
L’affiche sur le sous-marin
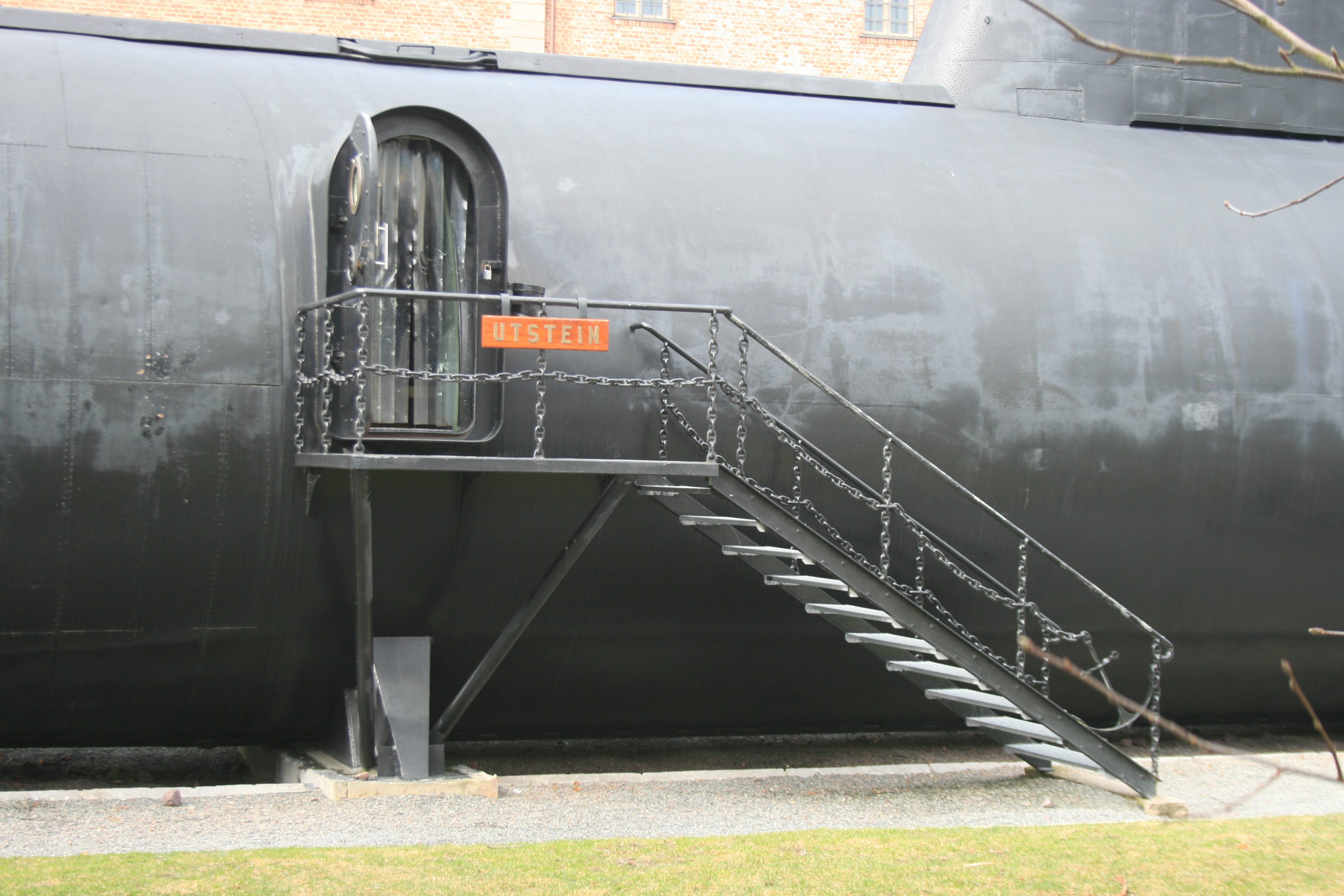
L’escalier et la porte qui ont été aménagés par le musée
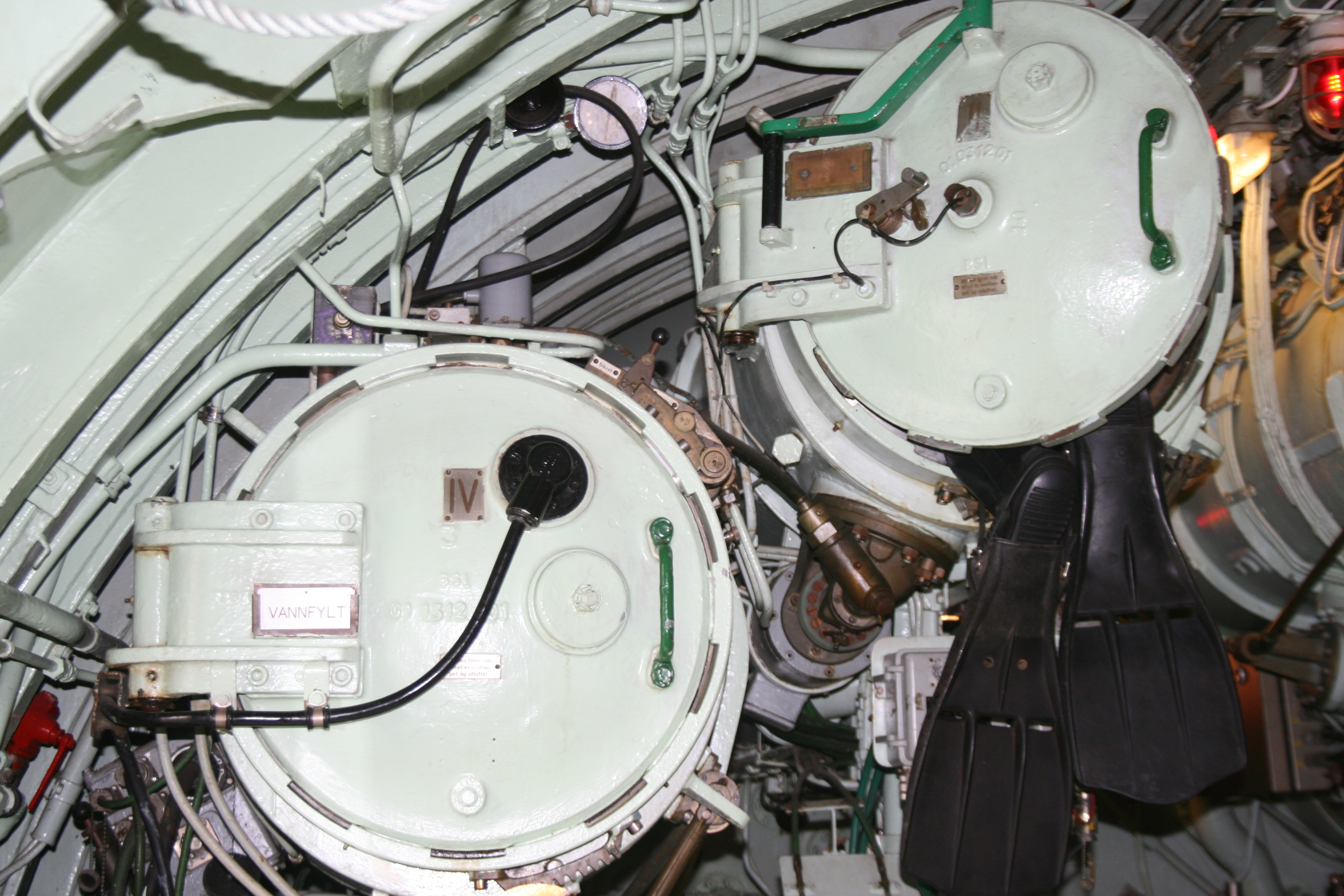
L’intérieur du sous-marin
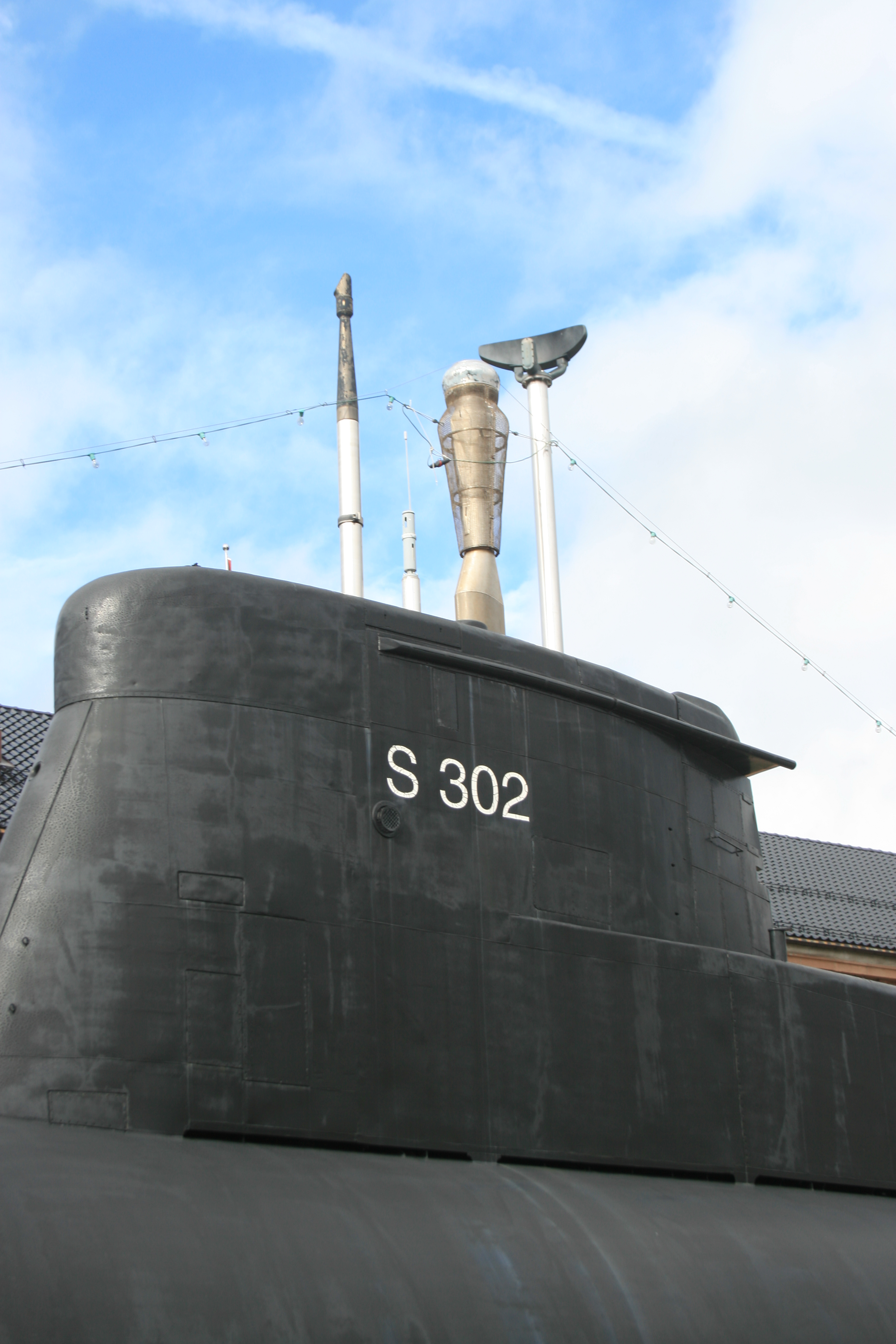
Le kiosque
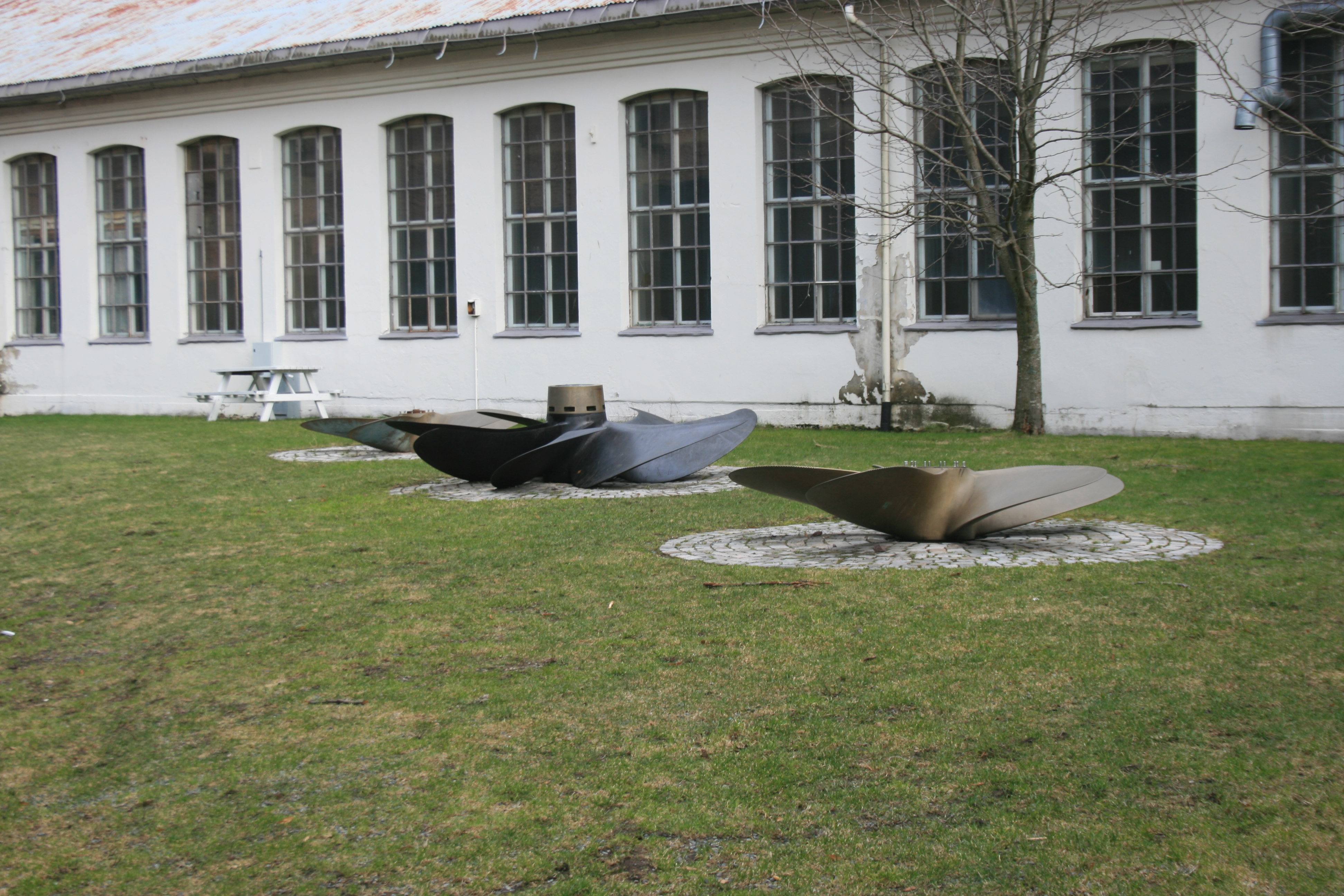
Hélices de sous-marins